# Alberto Nepomuceno

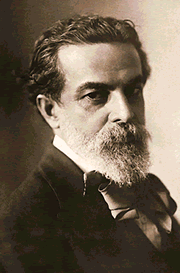
Alberto Nepomuceno

Alberto Nepomuceno (* 6. Juli 1864 in Fortaleza do Ceará; † 16. Oktober 1920 in Rio de Janeiro) war ein brasilianischer Komponist.

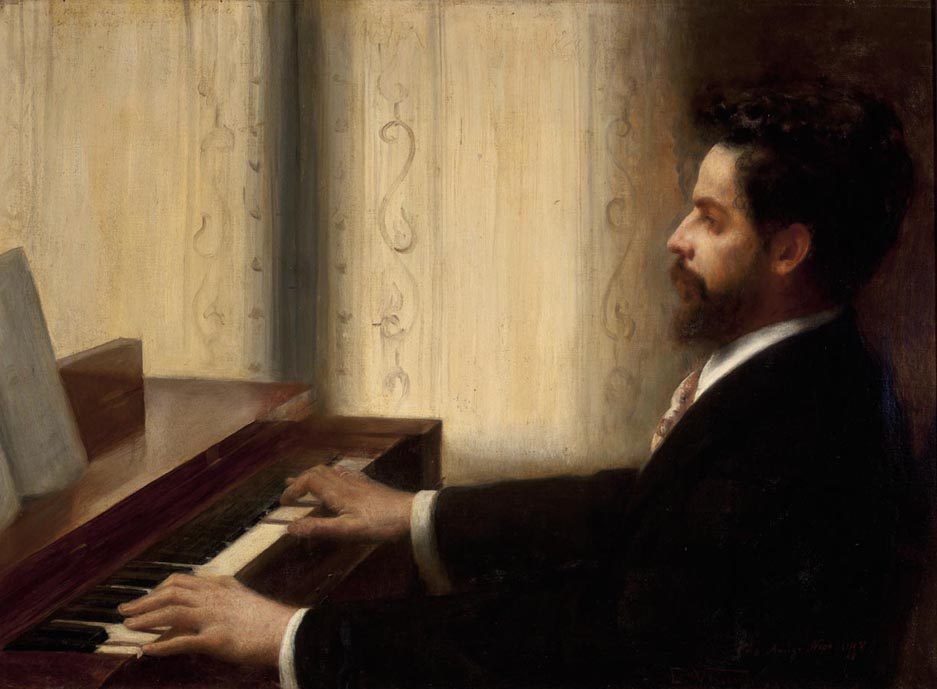
Porträt des Maestro Alberto Nepomuceno im Jahre 1895, Arbeit von Eliseu Visconti.

Nepomuceno studierte in Paris, Berlin (am Stern’schen Konservatorium) und Rom. Ab 1895 war er Orgellehrer, ab 1902 Leiter des Instituto Nacional de Música in Rio de Janeiro. Daneben leitete er ab 1896 das Orchester der Gesellschaft für Volkstümliche Konzerte.
Er komponierte eine Oper, eine Sinfonie, eine Suite brasileira, ein Klaviertrio, Klavierwerke und Lieder.